# Lengyeltóti vasútállomás
Lengyeltóti vasútállomás egy Somogy vármegyei vasútállomás, Lengyeltóti településen, a MÁV üzemeltetésében. A település nyugati szélén helyezkedik el, közúti elérését a 6708-as útból kiágazó 67 315-ös számú mellékút teszi lehetővé.

## Vasútvonalak
Az állomást az alábbi vasútvonalak érintik:
- Kaposvár–Fonyód-vasútvonal

## Kapcsolódó állomások
A vasútállomáshoz az alábbi állomások vannak a legközelebb:
- Pusztaberény megállóhely
- Tatárvár megállóhely

## Forgalom
| Járat              | Útvonal | Gyakoriság |
| ------------------ | --- | ---------- |
| személyvonat       | Fonyód – Pusztaberény – Lengyeltóti – Tatárvár – Öreglak – Somogyvár – Pamuk – Osztopán – Somogyjád – Várda – Kaposfüred – Kapostüskevár – Kaposvár | Napi 5 pár |
| Helikon InterRégió | Győr – Győr-Gyárváros – Győrszabadhegy – Gyömöre-Tét – Szerecseny – Vaszar – Pápa – Celldömölk – Jánosháza – Sümeg – Tapolca – Balatonederics – Balatongyörök – Vonyarcvashegy – Gyenesdiás – Keszthely – Balatonszentgyörgy – Balatonberény – Balatonmáriafürdő – Balatonfenyves alsó – Balatonfenyves – Alsóbélatelep – Bélatelep – Fonyód – Lengyeltóti – Öreglak – Somogyvár – Pamuk – Osztopán – Somogyjád – Kapostüskevár – Kaposvár (hétvégén 1-2 pár tovább: – Dombóvár alsó – Sásd – Szentlőrinc – Pécs) | 2 óránként |
| Helikon InterRégió | Tapolca – Raposka – Balatonederics – Becehegy – Balatongyörök – Vonyarcvashegy – Gyenesdiás – Alsógyenes – Keszthely – Balatonszentgyörgy – Balatonberény – Balatonmáriafürdő – Balatonfenyves alsó – Balatonfenyves – Alsóbélatelep – Bélatelep – Fonyód – Lengyeltóti – Öreglak – Somogyvár – Pamuk – Osztopán – Somogyjád – Kapostüskevár – Kaposvár | Napi 1 pár |